# Гран-при Ивана Поддубного 2001
Гран-при Ивана Поддубного 2001 года состоялся в Москве 10-12 августа.

## Командный зачёт
| Место | Страна      | Золото | Серебро | Бронза | Всего |
| ----- | ----------- | ------ | ------- | ------ | ----- |
| 1     | Россия      | 8      | 5       | 5      | 18    |
| 2     | Казахстан   | 0      | 1       | 1      | 2     |
| 2     | Беларусь    | 0      | 1       | 1      | 2     |
| 3     | Азербайджан | 0      | 1       | 0      | 1     |
| 4     | Узбекистан  | 0      | 0       | 1      | 1     |

## Медалисты
| Категория | Золото              | Серебро              | Бронза               |
| --------- | ------------------- | -------------------- | -------------------- |
| до 54 кг  | Гейдар Мамедалиев   | Ринат Биккинин       | Рахим Асембеков      |
| до 58 кг  | Зефер Якушев        | Нураддин Раджабов    | Алексей Шевцов       |
| до 63 кг  | Николай Монов       | Александр Парфилькин | Виталий Жук          |
| до 69 кг  | Алексей Глушков     | Максим Семёнов       | Александр Кручинский |
| до 76 кг  | Андрей Черепахин    | Бахтияр Байсеитов    | Юрий Витт            |
| до 85 кг  | Александр Меньщиков | Валерий Циленьть     | Вячеслав Бельмас     |
| до 97 кг  | Гоги Когуашвили     | Александр Безручкин  | Сергей Артюхин       |
| до 130 кг | Алексей Колесников  | Алексей Тарабарин    | Юрий Патрикеев       |